# Galina Mitjajewa
Galina Mitjajewa (tadschikisch Галина Митяева, englisch Galina Mityaeva; * 29. April 1991 in Schahritus, Tadschikische SSR, UdSSR) ist eine ehemalige tadschikische Leichtathletin, die sich auf den Hammerwurf spezialisiert hat und Inhaberin des Landesrekords in dieser Disziplin ist.

## Sportliche Laufbahn
Erste internationale Erfahrungen sammelte Galina Mitjajewa vermutlich im Jahr 2006, als sie bei den Juniorenasienmeisterschaften in Macau mit einer Weite von 52,55 m die Bronzemedaille im Hammerwurf gewann. Anschließend nahm sie an den Asienspielen in Doha teil und belegte dort mit 47,16 m den siebten Platz. Im Jahr darauf schied sie bei den Jugendweltmeisterschaften in Ostrava mit 49,67 m in der Qualifikationsrunde aus und 2008 siegte sie mit 57,83 m bei den Juniorenasienmeisterschaften in Jakarta, ehe sie bei den Juniorenweltmeisterschaften in Jakarta mit 52,57 m den Finaleinzug verpasste. Daraufhin nahm sie an den Olympischen Sommerspielen in Peking teil und schied dort mit 51,38 m in der Vorrunde aus. 2009 startete sie bei den Weltmeisterschaften in Berlin und verpasste dort mit 56,31 m den Finaleinzug und anschließend gelangte sie bei den Asienmeisterschaften in Guangzhou mit 57,68 m auf Rang vier. Im Jahr darauf siegte sie mit 56,05 m erneut bei den Juniorenasienmeisterschaften in Hanoi und schied anschließend bei den Juniorenweltmeisterschaften im kanadischen Moncton mit 52,81 m erneut in der Vorrunde aus. Ab 2011 lebt sie in Kanada und nahm dann bis zu ihrem Karriereende im Jahr 2019 an keinen internationalen Meisterschaften mehr teil.
In den Jahren 2009 und 2010 wurde Mitjajewa tadschikische Meisterin im Hammerwurf.